# Eleição municipal de Barueri em 2020
A eleição municipal de Barueri em 2020 ocorreu no dia 15 de novembro para eleger um prefeito, um vice-prefeito e 21 vereadores no município de Barueri, no Estado de São Paulo, Brasil. O atual prefeito Rubens Furlan, do PSDB, foi reeleito com 85,35% dos votos válidos. Para câmara municipal o vereador mais votado foi Ornedo Neves, do PDT.  Originalmente as eleições ocorreriam em 4 de outubro (primeiro turno) e 25 de outubro (segundo turno, caso necessário), porém, com o agravamento da pandemia de COVID-19 no Brasil, as datas foram modificadas. 

## Candidatos
| Prefeito(a) | Prefeito(a)                                        | Prefeito(a) | Prefeito(a) | Vice-prefeito(a)                                     | Vice-prefeito(a) | Vice-prefeito(a) | |                   |
| Número      | Candidato(a)                                       | Partido     | Cargos relevantes | Vice                                                 | Partido          | Cargos relevantes | Coligação | Ref.              |
| ----------- | -------------------------------------------------- | ----------- | --- | ---------------------------------------------------- | ---------------- | --- | --- | ----------------- |
| 13          | Baltasar Rosa (Baltasar Rosa da Silva)             | PT          | - Advogado | Flávio Vieira (Flávio Vieira da Silva)               | PT               | - Técnico de contabildade | Sem coligação                                                                                                 | [ 3 ] [ 4 ] [ 5 ] |
| 19          | Capitão Ataliba (Ataliba Urbano Firmino Barbosa)   | PODE        | - Militar | Dra. Maria Cristina (Maria Cristina Trovões Ledesma) | PODE             | - Médica | Sem coligação                                                                                                 |                   |
| 33          | Júlio Leal (Júlio Cesár Moreno Leal)               | PMN         | - Empresário | Elmindo Patriota (Elmindo Pinheiro Gonçalves)        | PMN              | - Gerente | Sem coligação                                                                                                 |                   |
| 40          | Mari Tavelli (Marianne Borges Tavelli)             | PSB         | - Administradora | Luciano Donato (Luciano Donato Ferreira)             | PSB              | - Analista de Sistemas | Uma Só Barueri PSB, REDE                                                                                      | [ 6 ]             |
| 45          | Rubens Furlan (Rubens Furlan)                      | PSDB        | - Prefeito de Barueri (1983-1988; 1993-1996, 2005-2011, 2017-atualidade). - Deputado Federal por São Paulo (1999-2002); - Deputado Estadual em São Paulo (1990-1992); - Vereador em Barueri (1977-1982). | Piteri (José Roberto Piteri)                         | PSDB             | - Vice-prefeito de Barueri (2017–atualidade); - Secretário de Obras de Baureri (2017–2023); - Sub-prefeito de Santana/Tucuruvi (2007–2008); - Prefeito de Jandira (1985–1988 e 1993-1996). | Barueri no Caminho Certo PSDB, Avante, PC do B, PDT, PL, PRTB, PSC, PSL, PTB, PTC, Republicanos,Solidariedade | [ 2 ]             |
| 50          | Prof. Balde (Alexandre Carlos Rincon Baldessarini0 | PSOL        | - Professor de Ensino Médio | Joni (Jonivaldo Batista Ribeiro Bessa)               | PSOL             | - N/d | Sem coligação                                                                                                 |                   |
| 90          | Reinaldo Monteiro (Reinaldo Monteiro da Silva)     | PROS        | - Servidor público municipal | Clara Cavallari (Clara Cavallari Ferreira)           | PROS             | - Servidora Pública Municipal | Sem coligação                                                                                                 |                   |

## Resultados

### Prefeito
| Candidato (a)             | Vice                          | 1° Turno 15 de novembro de 2020 Votação | 1° Turno 15 de novembro de 2020 Votação |
|                           |                               | Total                                   | Porcentagem                             |
| Rubens Furlan (PSDB)      | José Roberto Piteri (PSDB)    | 145.377                                 | 85,35%                                  |
| Mari Tavelli (PSB)        | Luciano Donato (PSB)          | 9.965                                   | 5,85%                                   |
| Baltasar Rosa (PT)        | Flávio Vieira (PT)            | 4.076                                   | 2,39%                                   |
| Júlio Leal (PMN)          | Elmindo Patriota (PMN)        | 3.562                                   | 2,09%                                   |
| Reinaldo Monteiro (PROS)  | Clara Cavallari (PROS)        | 2.772                                   | 1,63%                                   |
| Capitão Ataliba (PODEMOS) | Dra. Maria Cristina (PODEMOS) | 2.546                                   | 1,49%                                   |
| Profº Balde (PSOL)        | Joni (PSOL)                   | 2.028                                   | 1,19%                                   |
|                           |                               |                                         |                                         |
| Total de votos válidos    | Total de votos válidos        | 170.326                                 | 86,88%                                  |
| Votos em branco           | Votos em branco               | 10.147                                  | 5,18%                                   |
| Votos nulos               | Votos nulos                   | 15.572                                  | 7,94%                                   |
| Total                     | Total                         | 261.248                                 | 100%                                    |
| Abstenções                | Abstenções                    | 65.383                                  | 25,01%                                  |
| Votos Apurados            | Votos Apurados                | 196.045                                 | 100%                                    |
| Total de eleitores        | Total de eleitores            | 261.248                                 | 100%                                    |

### Vereador
| Resultado da eleição para a Câmara Municipal de Barueri em 2020 por candidato |        |               |       |             |
| Candidato                                                                     | Número | Partido       | Votos | Porcentagem |
| Ornedo Neves                                                                  | 12.322 | PDT           | 4.811 | 2,73%       |
| Rodrigo Rodrigues                                                             | 20.005 | PSC           | 4.233 | 2,40%       |
| Wilson Zuffa                                                                  | 10.123 | Republicanos  | 3.429 | 1,95%       |
| Cris da Maternal                                                              | 45.085 | PSDB          | 3.347 | 1,90%       |
| Levi Jânio                                                                    | 70.633 | AVANTE        | 3.219 | 1,83%       |
| Toninho Furlan                                                                | 12.000 | PDT           | 3.148 | 1,79%       |
| Thiago Rodrigues                                                              | 12.321 | PDT           | 2.986 | 1,78%       |
| Allan Miranda                                                                 | 45.123 | PSDB          | 2.740 | 1,70%       |
| Mary Rodrigues                                                                | 45.000 | PSDB          | 2.719 | 1,54%       |
| Hélio Júnior                                                                  | 22.222 | PL            | 2.678 | 1,52%       |
| Fabião                                                                        | 45.555 | PSDB          | 2.610 | 1,48%       |
| Reinaldo Campos                                                               | 14.133 | PTB           | 2.519 | 1,43%       |
| Dra.Claudia                                                                   | 12.222 | PDT           | 2.497 | 1,42%       |
| Rafa Gente da Gente                                                           | 25.456 | DEM           | 2.379 | 1,35%       |
| Tânia                                                                         | 25.123 | DEM           | 2.198 | 1,25%       |
| Kascata                                                                       | 17.123 | PSL           | 2.160 | 1,23%       |
| José de Melo                                                                  | 10.689 | Republicanos  | 2.105 | 1,20%       |
| Keu Oliveira                                                                  | 14.111 | PTB           | 1.985 | 1,13%       |
| Robertinho Mendonça                                                           | 77.345 | Solidariedade | 1.879 | 1,07%       |
| Wilden                                                                        | 14.456 | PTB           | 1.827 | 1,04%       |
| Leandrinho Dantas                                                             | 28.007 | PRTB          | 1.414 | 0,80%       |